# Jan Šalata
Jan Homza Šalata (ur. 18 lutego 1976) – czeski strongman.
Jeden z najlepszych czeskich siłaczy.
Mieszka w Pradze.
Wymiary:
- wzrost 198 cm
- waga 154 kg

Rekordy życiowe:
- przysiad 270 kg
- wyciskanie ? kg
- martwy ciąg 230 kg

## Osiągnięcia strongman
- 2007
  - 5. miejsce - Mistrzostwa Europy Centralnej Strongman w Parach 2007
  - 2. miejsce - Puchar Europy Par Strongman WP 2007
- 2008
  - 11. miejsce - Liga Mistrzów Strongman 2008: Ryga
  - 3. miejsce - Mistrzostwa Europy Centralnej Strongman w Parach 2008
- 2010
  - 4. miejsce - Mistrzostwa Europy Strongman 2010